# 2004년 세계 쇼트트랙 선수권 대회
2004년 세계 쇼트트랙 선수권 대회(영어: 2004 World Short Track Speed Skating Championships)는 2004년 3월 19일부터 3월 21일까지 스웨덴 예테보리에서 열린 세계 쇼트트랙 선수권 대회이다.

## 메달 집계
3000m 슈퍼파이널은 메달이 수여되지 않는다. 남녀 500m, 1000m, 1500m, 계주, 종합 메달 합산
| 순위 | 국가           | 금메달 | 은메달 | 동메달 | 합계 |
| ---- | -------------- | ------ | ------ | ------ | ---- |
| 1    | 대한민국       | 9      | 2      | 3      | 14   |
| 2    | 중화인민공화국 | 1      | 6      | 3      | 10   |
| 3    | 이탈리아       | 0      | 1      | 3      | 4    |
| 4    | 캐나다         | 0      | 1      | 1      | 2    |
| 합계 | 합계           | 10     | 10     | 10     | 30   |

## 메달리스트

### 남자
| 종목       | 금                                          | 은                                              | 동                                                                       |
| ---------- | ------------------------------------------- | ----------------------------------------------- | ------------------------------------------------------------------------ |
| 개인종합   | 안현수 대한민국                             | 송석우 대한민국                                 | 리자쥔 중화인민공화국                                                    |
| 500m       | 송석우 대한민국                             | 리하오난 중화인민공화국                         | 리예 중화인민공화국                                                      |
| 1000m      | 안현수 대한민국                             | 리자쥔 중화인민공화국                           | 파비오 카르타 이탈리아                                                   |
| 1500m      | 안현수 대한민국                             | 조나탕 길메트 캐나다                            | 송석우 대한민국                                                          |
| 3000m S.F  | 안현수 대한민국                             | 송석우 대한민국                                 | 리예 중화인민공화국                                                      |
| 5000m 계주 | 대한민국 안현수 송석우 김현곤 조남규 이승재 | 중화인민공화국 리자쥔 리예 리하오난 수이 바오쿠 | 이탈리아 파비오 카르타 니콜라 로디가리 니콜라 프란체스키나 로베르토 세라 |

### 여자
| 종목       | 금                                   | 은                                             | 동                                                           |
| ---------- | ------------------------------------ | ---------------------------------------------- | ------------------------------------------------------------ |
| 개인종합   | 최은경 대한민국                      | 왕멍 중화인민공화국                            | 변천사 대한민국                                              |
| 500m       | 왕멍 중화인민공화국                  | 마르타 카푸르소 이탈리아                       | 최은경 대한민국                                              |
| 1000m      | 최은경 대한민국                      | 변천사 대한민국                                | 푸텐위 중화인민공화국                                        |
| 1500m      | 최은경 대한민국                      | 왕멍 중화인민공화국                            | 알라나 크라우스 캐나다                                       |
| 3000m S.F  | 변천사 대한민국                      | 푸텐위 중화인민공화국                          | 마르타 카푸르소 이탈리아                                     |
| 3000m 계주 | 대한민국 고기현 김민지 최은경 변천사 | 중화인민공화국 청샤오레이 푸텐위 류샤오잉 왕멍 | 이탈리아 마라 치니 카티아 치니 카티아 보렐로 마르타 카푸르소 |

## 종합랭킹
개인 종목 순위에 따라 포인트를 매겨 종합 랭킹을 산출한다. 각 종목의 1위부터 8위까지 각각 34, 21, 13, 8, 5, 3, 2, 1점이 부여되며 500m, 1000m, 1500m 세 종목의 포인트 합산 상위 8명이 3000m 슈퍼파이널에 진출한다. 3000m 슈퍼파이널에는 중간 레이스 포인트가 존재하는데 1000m 지점과 2000m 지점을 가장 먼저 통과한 선수에게 레이스 포인트 5점이 부여된다. 이후 결승선에 들어온 순서대로 1위부터 8위까지 포인트를 지급하고 거기에 중간 레이스 포인트를 더해서 슈퍼파이널의 최종 순위를 매긴다. 모든 종목이 끝나면 네 종목의 포인트를 합산하여 종합 순위를 가리고 종합 랭킹 1위가 종합 우승을 차지한다. 만약 동점자가 있다면 슈퍼파이널 순위가 높은 선수가 우선시 된다.

### 남자
| 순위 | 선수               | 국가           | 총점 |
| ---- | ------------------ | -------------- | ---- |
| 1    | 안현수             | 대한민국       | 102  |
| 2    | 송석우             | 대한민국       | 68   |
| 3    | 리자쥔             | 중화인민공화국 | 29   |
| 4    | 리예               | 중화인민공화국 | 26   |
| 5    | 리하오난           | 중화인민공화국 | 26   |
| 6    | 조나탕 길메트      | 캐나다         | 21   |
| 7    | 파비오 카르타      | 이탈리아       | 13   |
| 8    | 스티브 로빌라드    | 캐나다         | 5    |
| 9    | 아폴로 앤턴 오노   | 미국           |      |
| 10   | 장 프랑수아 모네트 | 캐나다         |      |
| 11   | 니콜라 로디가리    | 이탈리아       |      |
| 12   | 니시타니 다카후미  | 일본           |      |

### 여자
| 순위 | 선수                | 국가           | 총점 |
| ---- | ------------------- | -------------- | ---- |
| 1    | 최은경              | 대한민국       | 84   |
| 2    | 왕멍                | 중화인민공화국 | 60   |
| 3    | 변천사              | 대한민국       | 55   |
| 4    | 푸텐위              | 중화인민공화국 | 42   |
| 5    | 마르타 카푸르소     | 이탈리아       | 37   |
| 6    | 카미노 유카         | 일본           | 13   |
| 7    | 알라나 크라우스     | 캐나다         | 13   |
| 8    | 아밀레 굴렛 나든    | 캐나다         | 8    |
| 9    | 청샤오레이          | 중화인민공화국 |      |
| 10   | 이본 쿤체           | 독일           |      |
| 11   | 고기현              | 대한민국       |      |
| 12   | 타티야나 보로둘리나 | 러시아         |      |

## 같이 보기
- 쇼트트랙
- 세계 쇼트트랙 선수권 대회